# Az Ezeregyéjszaka meséi

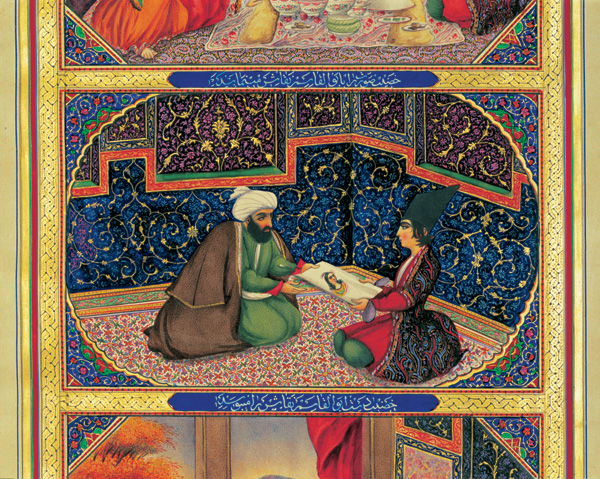
Szani ol-Molk: Az Ezeregyéjszaka perzsa kiadásának illusztrációja (1849–1856)

Az Ezeregyéjszaka meséi (arab: كتاب ألف ليلة وليلة [Kitáb alf lajla va lajla] ’Ezer éjszaka és egy éjszaka könyve’, perzsa: هزار و یک شب, török: Bin Bir Gece Masalları, urdu:ایک اور ہزار راتین ولی کتب , héber: אלף לילה ולילה) a legismertebb arab mesegyűjtemény, amelynek különféle változatait évszázadok folyamán különböző szerzők, fordítók és tudósok állították össze. A mesék eredete a kora középkori Arábiába és Perzsiába nyúlik vissza. A teljes szöveget magyarra Prileszky Csilla ültette át. Munkáját filológiai körökben nemcsak a magyar irodalom egyik legnagyobb műfordításaként, de az Ezeregyéjszaka európai fordítástörténetének egyik csúcsaként is értékelik.
A kerettörténet két főszereplője Sahrazád szultána és Sahrijár szultán. Amikor a szultán rájön, hogy a korábbi felesége hűtlen volt hozzá, szörnyű bosszút áll az asszonyokon. Mindennap elvesz egy szüzet, akit a nászéjszaka után kivégeztet. Végül a vezíre már nem talál több lányt a birodalomban. Ekkor Sahrazád (ismert Seherezádé és Sehrezád néven is), a vezír lánya ajánlkozik menyasszonynak. A nászéjszakán Sahrazád elmond egy mesét a királynak, de nem fejezi be, így kényszeríti a kíváncsi Sahrijárt, hogy tartsa őt életben. Másnap éjszaka, amint befejezi a mesét, elkezd (de csak elkezd) egy másikat. És ez így folytatódik ezeregy éjszakán keresztül. A változatoknak eltérő befejezésük van, de mind megegyezik abban, hogy Sahrijár megkíméli Sahrazád életét.
A mesefolyam műfaji tekintetben igen-igen változatos: történelmi elbeszélések, szerelmi történetek, tragédiakezdemények, vígjátéki betétek, versek, humoreszkek és muszlim vallásos legendák is vannak köztük. A leghíresebb történetek:
- 'Alá ad-Dín (Aladdin) és a bűvös lámpa,
- 'Alí Baba és a negyven rabló,
- Tengerjáró Szindbád utazásai

Hála legyen Allahnak, a világok Urának, üdv és malaszt a küldöttek urának, a mi urunknak és gyámolunknak, Mohamednek – üdvözítse Allah üdvvel és kegyelje keggyel mind az ítélet napjáig múlhatatlanul.
Mindezek utána: bizony, eleink élete folyása intő példa az utánunk jövőknek; vegye eszébe az ember a tanulságait annak, ami mással történt, hogy figyelmezve a hajdanvolt népek hagyományaira s azokat tanulmányozva okulhasson belőlük. Áldassék, ki az elődök hagyományát intő tanulságként állította más népek elé. Eme tanulságok közül valók az Ezeregyéjszakának nevezett történetek a bennük levő pompás históriákkal és példázatokkal.
(Prileszky Csilla fordítása)
AZ IRGALMAS ÉS MEGBOCSÁTÓ ALLÁH NEVÉBEN!
Dicsőség Alláhnak, a világ urának! Áldás és béke szálljon a próféták fejedelmére, a mi urunkra és mesterünkre, Mohamedre, valamint ivadékaira; ítéletnapig tartó örök áldás és béke reá!
Továbbá: Bizony, a régiek élete folyása tanulságossá vált későbbi nemzedékek számára. Szolgáljon arra, hogy az emberek megtudják mindazt, ami másokkal megesett, és okuljanak belőle, tanulmányozzák a régi népek életét, és tekintsék intő példának mindazt, ami velük történt. Dicsértessék az, aki az elmúlt eseményeket a késő utódok számára intelmül hátrahagyta.
E példázathoz tartoznak azok az érdekes és tanulságos mesék, amelyeket „Az ezeregyéjszaka meséi”-nek neveznek.
(Honti Rezső fordítása)

## Keletkezéstörténete

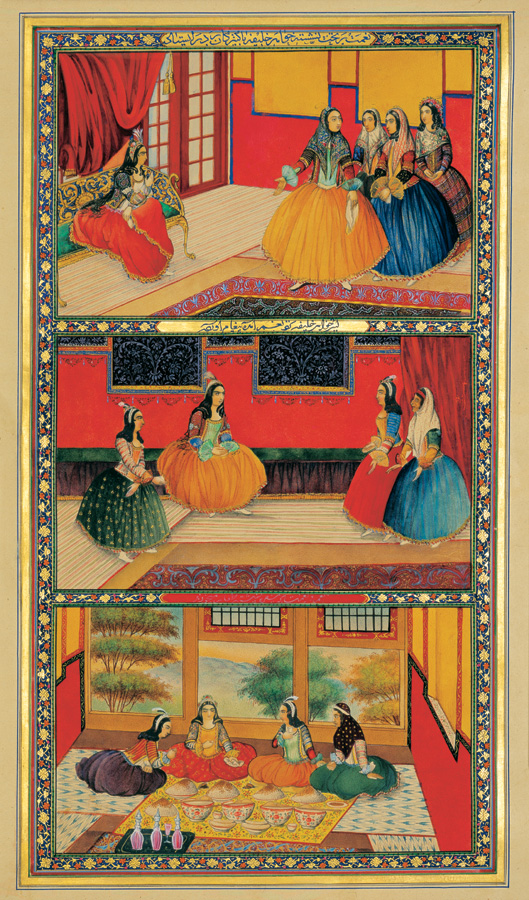
Szani ol-Molk: Az Ezeregyéjszaka perzsa kiadásának illusztrációja (1849 - 1856)

Az Ezeregyéjszaka korpuszának története éppen olyan titokzatos és sokrétű, mint a mesevilága. Korai kéziratai igen ritkák és megbízhatatlanok, és ennek két igen jelentős oka van. Az egyik az arab mesemondás hagyományaiban keresendő, amely szerint a meséket kívülről kellett tudni, és írott anyaghoz csak időnként fordultak, sokszor csak az előadás nagyobb hatása kedvéért. Így a meséket nem jegyezték le. A másik ok pedig az arab „magas” irodalom viszonya a fikcióhoz, a kitalált történetekhez. Az Ezeregyéjszaka történetei és általában a mese lenézett műfaj volt a művelt arabok körében, öregeknek, asszonyoknak és gyerekeknek való. Ráadásul a nyelvezete sem a megkívánt klasszikus arab nyelv, az 'arabíya volt, hanem a sokkal lazább, számtalan perzsa és török kölcsönszót használó közép-arab. Ezért azután kívül esett érdeklődésükön, nem foglalkoztak vele, s ez a legutóbbi időkig jellemző volt. Az Ezeregyéjszaka úgy vált a világirodalom részévé, hogy az arab irodalmi köztudat szinte tudomást sem vett róla.

### A szövegtörténet forrásai
Az érdektelenség ellenére fennmaradt néhány kézirat, amelyből nagy pontossággal rekonstruálni lehet az Ezeregyéjszaka kialakulásának folyamatát. A legrégibb arab kézirat a 800-as évek elejéről származik Szíriából, 1948-ban fedezte fel Nabia Abbott kutató. A címlapot és az első oldalt tartalmazza, s a címe: könyv / amiben történetek találhatók / az 1000 éjszakából.
Az egyik legfontosabb forrás al-Maszúdi Murúdzs adz-dzahab című művében található, amelyet 947 és 957 között írt. Ebben utal az Ezeregyéjszaka perzsa eredetére és a kerettörténetre. Ibn an-Nadím al-Fihriszt című könyvkatalógusában, amelyet 987–988 körül fejezett be, szintén említi a mesegyűjteményt, eredetét, a kerettörténetet, valamint ír al-Dzsahsijáríról, aki neves tudós létére elhatározta, hogy papírra veti az ezer mesét, de halála megakadályozta ebben, és csak 480 éjszaka történeteit jegyezte le. A következő kézirat az ó-kairói zsinagóga lepecsételt lomtárából került elő (Geníza-anyag), mint kiselejtezett irat. A 12. században keletkezett, és egy könyvkereskedő könyvkölcsönzéseinek nyilvántartása volt, amelyben az egyik könyv címe: Alf lajla va lajla, azaz Ezer éjszaka és egy éjszaka. Ez a mesegyűjtemény végleges címének első ismert előfordulása.
Az Antoine Galland által használt, s ma Párizsban, a Francia Nemzeti Könyvtárban található szíriai kézirat (G kézirat) a 282. éjszakáig tartalmazza a történeteket. Ez a legkorábbi ismert leírt változata az Ezeregyéjszakának, körülbelül a 14. században keletkezett.

### Kialakulásának folyamata
Mind al-Maszúdi, mind an-Nadím megemlíti az Ezeregyéjszaka kapcsán, hogy az a perzsa Hazár afszáne (Ezer mese) fordítása. Az első, pontos arab fordítás valószínűleg a 8. században keletkezett Alf huráfa (Ezer történet) címmel. A huráfa fantasztikus történetet, mesét jelentett, gyakran pejoratív értelemben. Al-Maszúdi is ezen a címen említi a könyvet, de hozzáteszi, hogy „az emberek Alf lajlának nevezik”. Tehát már elkezdődött a lefordított mesék iszlamizációja, átalakulása, s létrejött a 10. századra egy olyan változat, amely a perzsa mesék mellett arab meséket is tartalmazott, mint például a Szindbád-történetet.
A 12. században keletkezett egy gyűjtemény, amelyben valószínűleg az al-Dzsahsijárí által gyűjtött mesék mellett egyiptomi történetek is helyet kaptak, s ekkor kapta végleges címét. Az Ezeregyéjszaka fontosabb tényezőinek kialakulása, belső fejlődése a 14. századig tarthatott, de a gyűjtemény változása az európaiak érdeklődésének feléledésével elhúzódott egészen a 19. századig.

### Rétegek és alkotóelemek

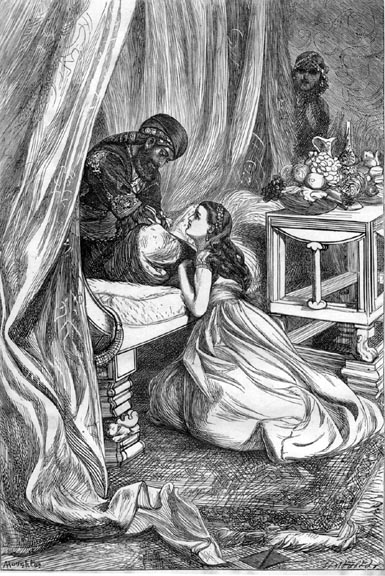
Arthur Boyd Houghton: A szultán megbocsát Seherezádénak

August Wilhelm Schlegel német irodalomtörténész, aki orientalisztikával is foglalkozott, 1833-ban már felvetette, hogy az Ezeregyéjszaka három rétegből állhat, amelyek arab, perzsa és ind eredetűek lehetnek. Az Ezeregyéjszaka meséinek két alaprétege a bagdadi réteg és a kairói réteg. A kettőt összeköti és homogén egységbe forrasztja a magas szintű muszlim városi kultúra a maga kereskedőivel, kézműveseivel és hivatalnokaival.
A bagdadi rétegnek, amelynek keletkezése a bújidák (932–1055) regnálására esik, két történettípusa van. Az egyik a kereskedőtörténet (Tengerjáró Szindbád utazásai), a másik a szerelmi történet (Ni'ma ibn ar-Rabí és rableánya, Nu'm története). Külön csoportot alkotnak a híres Abbászida kalifáról, Hárún ar-Rasídról szóló elbeszélések. Bagdad mellett a másik fontos színhely Baszra, amely épp az Abbászidák uralma alatt játszott fontos szerepet a tengeri kereskedelemben. Ez alapján a mesék keletkezését a 11–12. századra teszik. A bagdadi történetek általában rövidek, nélkülözik a mágikus elemet, és sok bennük a hivatkozás létező épületekre, földrajzi helyekre.
A kairói réteg a kereskedőtörténetek és az erotikus elbeszélések mellett több anekdotát, erkölcsi példázatot és állattörténetet vonultat fel, több a természetfeletti elem, a varázseszköznek vakon engedelmeskedő lény. A kutatók szerint a kairói mesék később keletkeztek a bagdadi réteg történeteinél, és felvételüket a gyűjteménybe az indokolta, hogy ki kellett tölteni a hiányzó éjszakák számát olyan elbeszélésekkel, amelyeket a közönség ismert.
A motívumok csoportosítását segíti a mesékben előforduló személynevek eredetvizsgálata, amely utalhat a történet keletkezési helyére. De a legfontosabb maguknak a motívumoknak a vizsgálata, s így a következő elemeket különböztetik meg:
- Indiai elemek: az indiai mesék perzsa közvetítéssel érkeztek az arab területre. Indiai eredetű mese maga a kerettörténet is, s többek között az állatmesék és Dzsalí’ád indiai király és fia, Vird Khán történetének meseciklusa.[15]
- Perzsa elemek: elsősorban a tündérmesék perzsa eredetűek, kedvelt szereplőik a dzsinnek. Ilyen közismert mese Az ébenfa paripa.[16]
- Arab elemek: az arab eredetű mesékre jellemző a rímes próza, valamint a próza és a vers váltakozása. A versek általában ismert 12-14. századi költőktől származó idézetek.
- Ókori mezopotámiai elemek: a bagdadi rétegre jellemzőek. A Gilgames-eposz fedezhető fel az élet vize motívumában, s felbukkannak a mezopotámiai történetekre jellemző félig ember, félig állat lények.[17]
- Zsidó–keresztény elemek: ilyen a varázsgyűrű és a repülő szőnyeg, mindkettő a Salamon királyról szóló történetekből ismert.[18]
- Óegyiptomi elemek: a kairói réteg meséiben bukkannak fel. Legismertebb motívum az ’Alí Baba és a negyven rabló történetéből ismert tömlőkben rejtőzködő rablók jelenete, amelynek eredete valószínűleg Dzsehuti Joppe elfoglalásánál bevetett furfangja.[19]
- Európai elemek: a szíriai rétegben felbukkannak a keresztes háborúk korából származó elemek is. Ilyen mese Núr ad-Dín és Marjam, az övkészítőnő története.[20]
- Beduin elemek: az iszlám előtti beduin történetek csak elenyésző számban szerepelnek a gyűjteményben, ezeknek a szereplői rendszerint rablók, barbárok.[21]

## Híres és hírhedt fordításai

### Az első: Antoine Galland fordítása

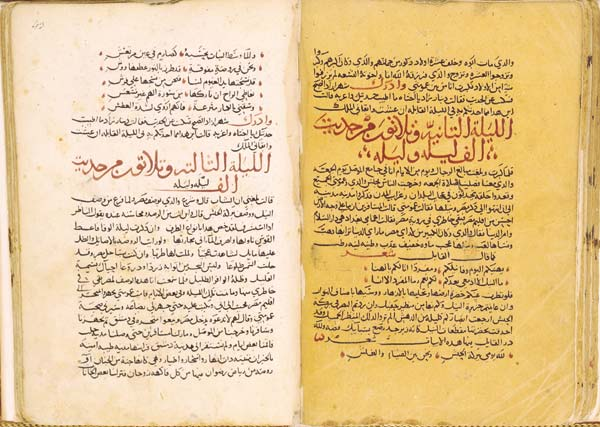
Az Ezeregyéjszaka arab kézirata az 1300-as évekből (A G kézirat részlete)

Antoine Galland már 1701-ben lefordította a Tengerjáró Szindbád utazásait egy, a mesegyűjteménytől független kézirat alapján, amikor tudomására jutott, hogy az általa megismert történet egy nagyobb gyűjtemény része. Ekkor Szíriából sikerült szereznie azt a négykötetes gyűjteményt, amely máig az Ezeregyéjszaka legrégibb ismert kézirata, az úgynevezett G kézirat, s ma a fennmaradt három kötetet a párizsi Bibliothèque Nationale-ban őrzik. (Egyes kutatók szerint eredetileg is csak három kötetből állt.)
A hiteles anyagot más forrásokból kiegészítve készítette el a mesegyűjtemény első hét kötetét, amelyek 1704 és 1706 között jelentek meg. A kiadó – látva a hatalmas sikert – Galland tudta nélkül (mivel ő már nem akart foglalkozni az arab mesékkel) kiadott 1709-ben egy 8. kötetet is, amelynek történetei Gallandtól és barátjától származtak. A fordító végül ráállt a munka folytatására. Megismerkedett az aleppói mesemondóval, Hanna Diabbal, aki a legfontosabb forrása lett. Általa ismerte meg például 'Alá ad-Dín és a bűvös lámpa és 'Alí Baba és a negyven rabló meséjét, amelyeknek nem volt akkor írott forrása (az 'Alá ad-Dín és a bűvös lámpa később előkerült arab szövegéről bebizonyosodott, hogy tulajdonképpen Galland szövegének „visszafordítása” arabra). Így készült el 1712-től 1717-ig a gyűjtemény további köteteinek kiadása.
Galland nem csak lefordította, hanem az igényeknek megfelelően, XIV. Lajos udvarának elvárásai szerint át is költötte a történeteket. Az eredeti, nyersnek és barbárnak ható szöveget a kor ízlésének és a művészi elvárásainak megfelelve „feljavította”, olvasmányos, rokokó stílusban tálalta. Később ezt a tudósok egy része kifogásolta, miközben mások dicsérték „természetes és meghitt” írói stílusát, és olyan nagy elődökhöz hasonlították, mint Charles Perrault és La Fontaine. Az átköltéstől függetlenül Galland érdeme, hogy felfedezte Európa számára az Ezeregyéjszakát, és munkájával biztosította annak világirodalmi rangját.
Érdekesség, hogy miközben Galland (aki az arab mellett törökül is kitűnően tudott) az arab nyelvű kézirat beszerzésén és fordításán dolgozott, Párizsban már 1660 óta megtalálható volt Mazarin bíboros könyvtárában az Ezeregyéjszaka 11 kötetes török nyelvű fordítása, amely az 1630-as években készült, s ma szintén a Bibliothèque Nationale-ban található.

### Hódító útja Európában

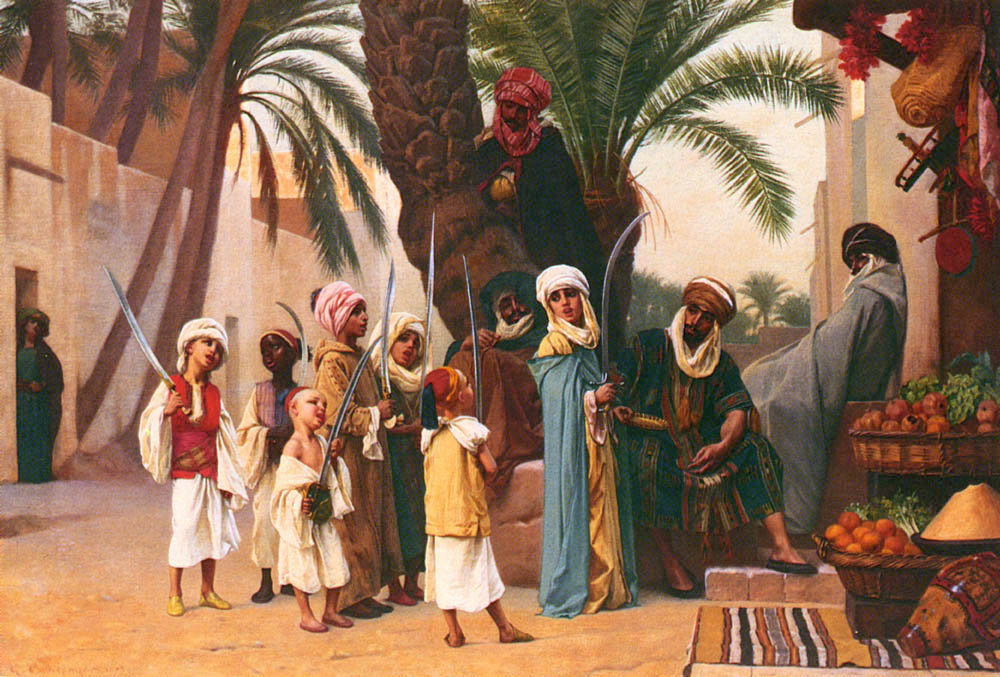
Gustave Boulanger illusztrációja az Ezeregyéjszaka gyermekkiadásához (1873)

Már 1706–1708 között megjelent Európában Galland első hét kötetének névtelenül lefordított angol változata, az úgynevezett Grub Street-i verzió (a Grub Street az olcsó fércműveket árusító kiadók utcája volt Londonban). Ezt több, szintén franciáról fordított kiadás követte.
Az első német nyelvű fordítást August Ernst Zinserling készítette egy osztrák orientalista, Joseph von Hammer francia nyelvű fordítása alapján (Stuttgart und Tübingen 1823–1824). Christian Maxmilian Habicht a tunéziai Murad Al-Najjarral együttműködve hozta létre azt a 8 kötetes kiadást, ami 1001 történetet tartalmaz (Breslau, 1825). Az Ezeregyéjszaka ismert kiadásaiból, Al-Najjar meséiből és más, ismeretlen eredetű történetekből Habicht arab és német nyelven publikálta saját változatát. 1842–1843-ban négy további kötetet jelentetett meg. Az első eredeti arab – német fordítást Gustav Weil készítette 1865-ben.
Az 1814-ben megjelent első kalkuttai kiadás első kötete a legkorábbi létező arab nyomtatott verzió, a Brit Kelet-indiai Társaság adta ki. A második kötet 1818-ban követte. Mindkettőben 100 mese olvasható. 1835-ben megjelent az első búláki kiadás két kötetben, majd 1838–1842-ben a 4 kötetes második kalkuttai kiadás, amely igyekezett a legteljesebb szöveget közölni. Az első kalkuttai, az első búláki kiadás mellett a Habicht-kiadás alapját képező ZER-re épült (ZER: Zotenberg egyiptomi recenziója. Hermann Zotenberg állította össze a fellelhető kéziratok két nagy csoportját, az egyiptomit és a keleti csoportot).
A teljes szöveg arabról angolra fordítására először a második kalkuttai kiadás alapján Henry Torrens tett kísérletet 1838-ban, de csak az első 50 éjszaka meséit fordította le, mivel 1838–1840-ben Edward William Lane kiadta saját munkáját az első búláki kiadás alapján, amely viszont csak válogatás volt, s a történeteket morális okokból cenzúrázta, kiegészítette vagy éppen lerövidítette. Az első teljes és hű fordítást 1882–1884-ban John Payne adta ki a második kalkuttai kiadás alapján, amelyhez hozzáadott néhány mesét az első kalkuttai kiadásból és a Breslau/Habicht-kiadásból. A következő, igen sajátos „fordítást” Sir Richard Francis Burton készítette. Saját beszámolója szerint 25 évig dolgozott a munkáján, de a kutatók kiderítették, hogy csak két évig. Voltaképpen nem tett mást, mint Payne fordítását pornográf részletekkel sűrítve átírta. Viszont a hatalmas önreklámnak és a misztifikációnak köszönhetően az üzlet igen sikeres lett. A művet Jorge Luis Borges is nagyra értékelte.
1862-ben megjelent a második búláki kiadás. Az egyiptomi kormány által támogatott két kötet az Ezeregyéjszaka legrégibb, nem Európában nyomtatott arab nyelvű verziója.
1889–1904-ben Joseph Charles Mardrus kiadott egy francia verziót, saját elmondása szerint egy olyan kézirat lapján, amely a legteljesebb, legépebb, és amelynek ő az őrzője. Természetesen a kézirat soha nem került elő, és már 1905-ben pontosan kiderítették Mardrus forrásait. Kiderült, hogy nemcsak a mesegyűjteménytől teljesen idegen forrásokból is dolgozott, hanem önkényesen csonkított, kiegészített, és ő is pornográf részletekkel dúsította fel a történeteket.
Az első teljes német fordítás Enno Littmann munkája, aki a második kalkuttai kiadás alapján dolgozott; a hat kötetes mű 1921–1928 között jelent meg Lipcsében.
Az utóbbi idők egyik legjelentősebb vállalkozása Muhszin Mahdi munkája, aki 1984-ben a G kézirat kritikai kiadását publikálta arabul, majd elkészült pontos angol fordítása is Hussain Haddaway műveként.

### Magyar fordításai

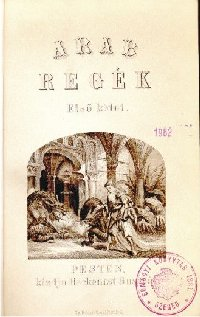
Az Ezer Egy Éjszaka. Arab regék első füzetének címoldala

A magyar kiadások története is egy misztifikációval kezdődik. A Breslau/Habicht-kiadás alapján készült átköltés első füzeteit 1829-ben adták ki Ezer Egy Éjszaka. Arab regék címmel (összesen 18 füzet jelent meg 1829 és 1836 között). A kiadó a fordítót V. M. monogrammal jelölte, ezzel azt sugallva, hogy a fordítást az ismert költő, Vörösmarty Mihály készítette. Ezt már a kortársak is megkérdőjelezték, sőt Bajza József egy levelében fel is rótta Vörösmartynak, hogy a költő első, a reklámfogás miatt érzett felháborodása elszállt, amikor a kiadótól ívenként 8 forintot kapott. Hivatalosan viszont soha nem vállalta magáénak a fordítást. A későbbi kutatások sem tudták egyértelműen igazolni vagy cáfolni Vörösmarty szerzőségét. Ezt követően számos átdolgozás született, amelyek a növekvő kereslet kielégítését szolgálták, így például Bozóky Antal (1870) Kalocsa Róza, Nádor Gyula, (1885) Radó Antal (1892), Koltay Virgil Antal (1897), valamint Bausznernné Péchy Paula és Kutzer Ernő (1923) tollából. Az átdolgozások közül kiemelkedik Benedek Elek, a „nyelvteremtő zseni” munkája (1926), amely számos új kiadást megért.
Az eredetiből való fordítással alig néhányan próbálkoztak; közülük megemlítendő Antalffy Endre, aki pár részletet közölt csak fordításából (Zord Idő I. 1919. 3–4. sz.; Vasárnapi Újság 1920. 12–13.) Nem ellenőrzött közlések szerint talán a teljes gyűjteményt is lefordította.
A második teljesnek mondott fordítást Kállay Miklós készítette, és 1921 és 1924 között adták ki 7 kötetben. A keresztény-konzervatív Kállay J. C. Mardrus 1899-ben készült botrányos, pornográf francia kiadását vette alapul, bár megpróbálta kissé szelídíteni a stílusát.
Az első arab nyelvű forrásokból táplálkozó fordítást Honti Rezső készítette, aki a búláki kiadás és az erősen cenzúrázott bejrúti kiadás meseanyagát használva tizenhat hosszabb mesét és kilenc anekdotát fordított le. Ezek a történetek először 1961-ben, a Világirodalom Klasszikusai sorozatban jelentek meg Az ezeregy éjszaka meséi címmel.
Az eddigi legteljesebb magyar Ezeregyéjszaka-fordítást Prileszky Csilla készítette 1978 és 1993 között a második kalkuttai kiadás alapján, és kiegészítette két nagyon ismert, de a kalkuttai kiadásban nem szereplő mesével, Alá ad-Dín és a bűvös lámpa és Alí Baba és a negyven rabló történetével, amelyeknek arab szövege más forrásokból származik. Ez jelent meg az Atlantisz kiadónál hét kötetben (1999–2000) ami Simon Róbert szerint a rendszerváltás utáni legnagyobb fordítói teljesítmény, sajnálatos módon azonban elismerésben nem részesült.

## Szerkezete
Mivel maga a gyűjtemény (valójában több gyűjteményről van szó) még a 18. századi felfedezése után is úgy összetételében, mint tartalmában sokat változott (még a 20. század közepén is találtak kiegészítéseket, új történeteket), egységes szerkezetről nem beszélhetünk. Mint Simon Róbert írja: „... nem létezik olyan normatívnak tekinthető összeállítás, amely a későbbi alakulás során a maga számára igényelhette volna az autentikus szöveg rangját” D.B. McDonald, az Ezeregyéjszaka jeles kutatója szerint a mű „...számos, igen különböző formát öltött, és e változatoknak csupán a címük az egyetlen közös vonásuk.”
Hermann Zotenberg 1887-ben, különböző könyvtárakban fellelhető huszonkét kézirat összevetésével kimutatta, hogy azok két alapvető csoportba tartoznak. Az egyik viszonylag kései másolatnak számít, egyiptomi eredetű, és 18-19. századi másolatokat is tartalmaz a másoló által összeválogatott történetekből. Piaci megfontolásból állították elő ezeket, ám tudományos igény nélkül. Rengeteg hibát tartalmaztak, ki voltak téve a másoló kulturális hátterének, iskolázottságának. Ennek ellenére igen jelentősek, hiszen a legtöbb európai fordítás ezek alapján készült. Ezt a csoportot Zotenberg munkássága után ZER-nek nevezik (Zotenberg egyiptomi recenziója). Természetesen ezen fordítások alapja is ősi arab, perzsa, török, indiai történeteken alapult, de egységes szerkezetbe éppen az 1001 éj meséinek számát kitöltendő kiadásonként illetve másolatonként eltérően foglalták.
Zotenberg nevéhez fűződik a másik csoport elkülönítése is, amelyekről bizonyíthatóan tudható, hogy régi kéziratok alapján készültek, szövegromlást nem tartalmaznak. Ezeket a klasszika-filológia módszereivel, a sztematika eszköztárával igazolták, azaz a hagyományozások és elágazások módjának tudományos vizsgálatával igazolták a szöveg eredetiségét. Ez a csoport az úgynevezett keleti csoport, amelynek gyökerei többnyire Szíriába (szíriai recenzió), illetve Bagdadba vezethetők vissza.

## Irodalmi műfajai

### Mesék

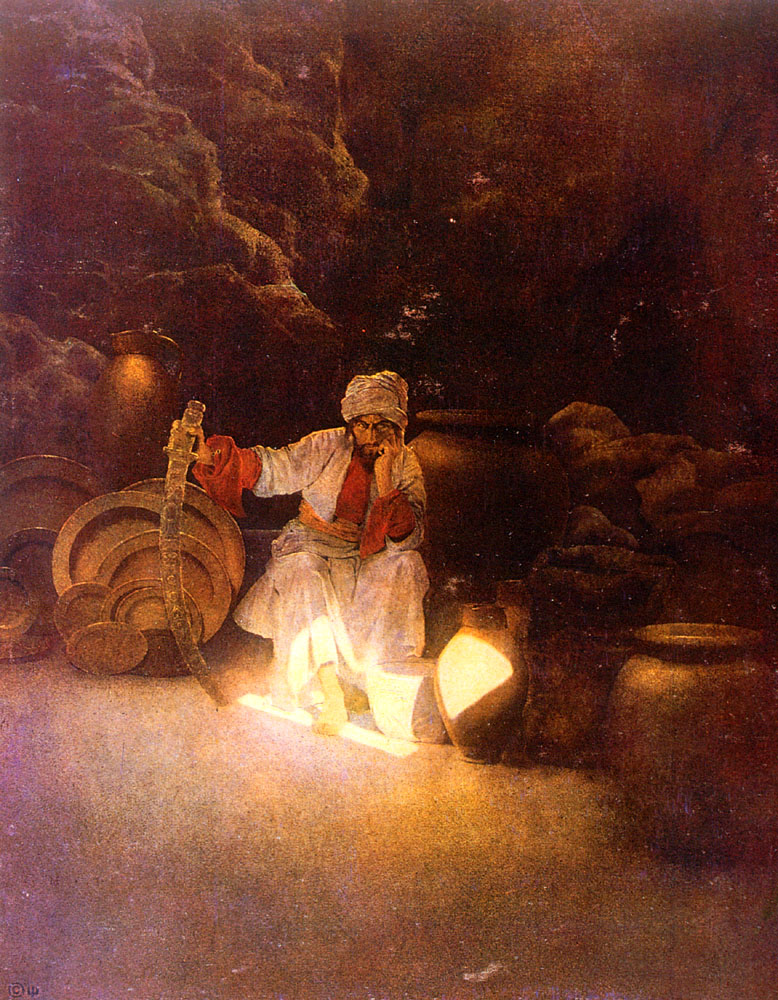
’Alí Baba és a negyven rabló. Maxfield Parrish (1870–1966) illusztrációja.

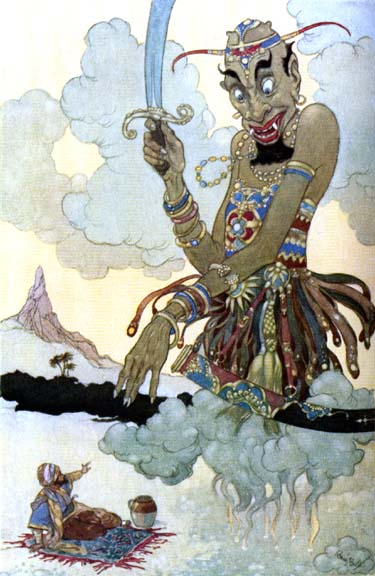
A halász és a dzsinn. Rene Bull (1870-1946) illusztrációja.

A meseformák tekintetében meglehetősen nehéz a műfajokat meghatározni, mivel azok a legváltozatosabb formában, esetenként összeállításonként eltérő műfajban is készültek. Kimutatható a novellisztikus mesék elmozdulása a tiszta novella irányába, azaz a hosszú, az európai irodalomban „lovagregénynek” nevezett, bővíthető forma fokozatosan elvesztette elbeszélés jellegét, és zárt kerek novellafüzéreket alkotott. Erre a régebbi, úgynevezett szíriai kéziratok illetve a későbbre datálható mesék összehasonlító vizsgálata mutatott rá. Egyedül az arab eredetű anyagban ismerhető fel egyértelműen az eredetileg rímes prózában (szadzs) készült szöveg, illetve itt fordul elő a vers és próza gyakori váltakozása. A második kalkuttai kiadásban mintegy 350 költőtől származó 1420 vers található, ebből 170 ismétlés. Ezek a költemények jóval későbbiek mint az eredeti történetek és mesék, főleg 12-14 századi költők művei. 
Az Ezeregyéjszaka meséiben az érdem és a gonoszság, a jótett jutalma nem kap akkora hangsúlyt, mint a nyugati, európai mesékben, hiszen a (sokszor ki sem érdemelt) szerencsének vagy a ravaszságnak legalább akkora szerepe van. A mesékben minden csodálatos vagy különös esemény Allah (kiszámíthatatlan) akaratából történik, s a végén sokszor hiányzik az európai mesékben megszokott kiengesztelődés, megbocsátás. A mesék között nagyon sok az indiai eredetű, s ezeket a történeteket többször átdolgozták Bagdadban és Egyiptomban, így több olyan elem is belekerült, amely jellegzetesen arab vagy afrikai, sőt kerültek a történetekbe zsidó mesékből ismert elemek is. Qamar az-Zamán története valószínűleg egy perzsa tündérmese átdolgozása.
Alá ad-Dín és a bűvös lámpa meséjének szövegét, amely erős európai hatásokról árulkodik, csak a 19. században fedezték fel. Néhány részlete valószínűleg egy újlatin nyelvű irat arab fordítása. A kávé szerepeltetése elárulja, hogy a történet aránylag új, és Egyiptomból származik. A másik híres mese, az 'Alí Baba és a negyven rabló szülőhelye a kutatások szerint Szíria, maga az Alí Baba név török. A kéziratát csak a 20. században találták meg, de nyelvezete megegyezik az Ezeregyéjszaka legtöbb történetének nyelvezetével. Az ébenfa paripa történetének alapmotívuma szintén indiai, de maga a mese Iránból származik. A zsidó-keresztény-muzulmán kultúra találkozásának szép példája és az Ezeregyéjszaka keletkezésének mintapéldája A kígyókirálynő története és bennfoglalt meséi, Bulúqijá kalandjai és Dzsánsáh története. A kígyókirálynő története egyiptomi eredetű, a Dzsánsáh perzsa név, és a Bulúqijá név pedig a kutatók szerint megegyezik a bibliai Hilkijával.
A keretelbeszélés, Sahriár király és Sahrazád története, maga is önálló mese. Indiai eredetű, de igen korán megjelent Perzsiában, ahonnan átkerült az arab mesegyűjteménybe, amelynek az egyik legismertebb története. Szinte az egyetlen, amely minden válogatásban szerepel. Három önálló elbeszélésből állították össze. Az egyik a felszarvazott férj története, aki megvigasztalódik, amikor látja, hogy a nála magasabb rangú is úgy járt, mint ő. A másik egy démon története, akit megcsalt a felesége. A harmadik pedig az okos lány története, aki meséivel elhárítja a veszélyt. Eredetileg ez az utolsó lehetett a kerettörténet.
Az elbeszélés egyik eleme az idők folyamán különös átalakuláson ment át. Sahrazád és Dunjázád, a két nővér eredetileg úrnő és dajka volt. Már al-Maszúdi is így ír róluk: „Ez a király, a vezír, annak leánya és szolgálója története, az utóbbiak nevei Sírázád és Dínázád…”. Ezt támasztja alá a nevek vizsgálata: a Sírázád jelentése oroszlánszívű, a Dínázádé világszabadító. Ha két nővérről lett volna szó, az utóbbi név az idősebbet illette volna. Az Ezeregyéjszaka Nabia Abbott által felfedezett legkorábbi töredékén Dínázád gyönyörűségemnek nevezte Sírázádot, s ilyen bizalmas megszólítás testvérek között nem, csak dajka és neveltje között volt lehetséges. Arra nézve nincs adat, hogy az úrnő-szolgáló viszony mikor és miért alakult át a 14. századra, a G kézirat keletkezésének idejére nővér-húg viszonnyá.

### Regények, novellák
Az Ezeregyéjszakában ezt a két műfajt nem lehet világosan külön választani, hiszen a nagy terjedelmű elbeszélések is lehetnek novellisztikusak, ráadásul a történetek rengeteg mesei motívumot tartalmaznak. A legterjedelmesebb regény 'Umar ibn an-Nu'mán király és fiai, Sarkán és Dau al-Makán története, amelyet Sahrazád 101 éjszakán át mesél. Szerelmi szállal átszőtt arab lovagregény, amely a muzulmánok és a bizánciak 8. században folytatott harcát örökíti meg, de a keresztes hadjáratok nyomai is fellehetőek a későbbi betoldásokban: „Rohanvást igyekeztek hozzá a keresztény hadak, nem telt bele három hónap, a bizánci seregek készen álltak, s özönlöttek hozzájuk a frankok minden vidékről: franciák, németek, ragúzaiak, záraiak, velenceiek, genovaiak és egyéb fehérbőrű népségek katonái.” A mű mint önálló regény valószínűleg Mezopotámiában vagy Szíriában keletkezett, ahol 1000 körül már ismerhették, s csak később illesztették az Ezeregyéjszaka történetei közé.

#### Szerelmi történetek

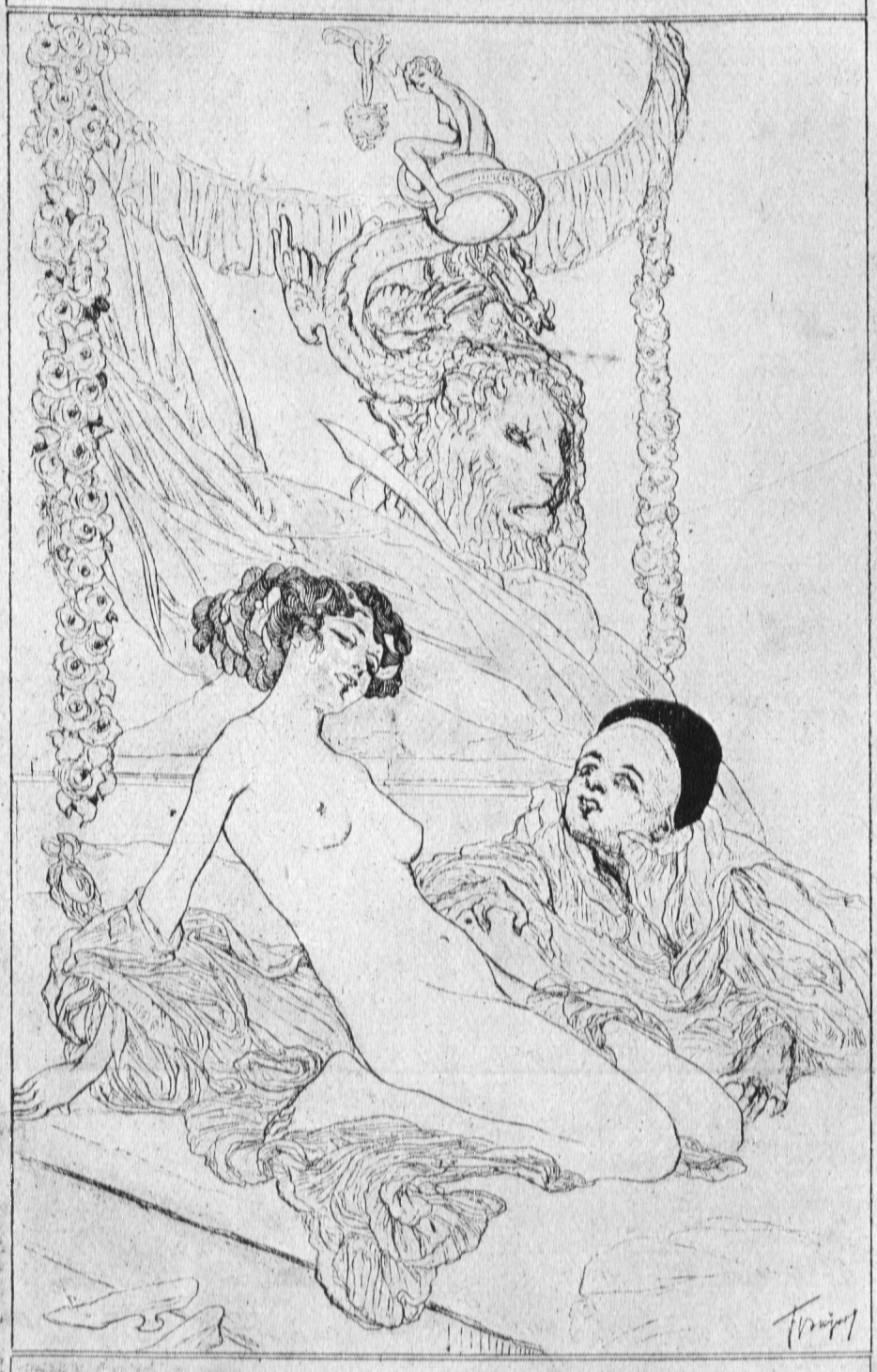
Alí Sár és Zummurid története. Franz von Bayros illusztrációja az 1913-as német kiadáshoz

A szerelmi történetek nagyon változatosak.Az iszlám előtt keletkezett, óarab eredetűek általában rövidek, témájuk a tiszta szerelem, a hűség, jellegzetes példájuk ’Utba és Rajjá története. A nagyvárosi kultúrát képviselő, bagdadi vagy baszrai történetek szerelem helyett szerelmi kalandokról, szép asszonyokról és rabszolganőkről szólnak, mint Ardasír és Haját an-Nuszúf története. A legsikamlósabb történetek viszont Kairóból származnak, mint Qamar az-Zamán és az aranymíves feleségének története, hiszen ez a város nem az erkölcsös életéről volt híres a muzulmánok között.

#### Szélhámostörténetek
Bár a szélhámostörténetekben minden korban örömüket lelték az emberek, az Ezeregyéjszaka „bűnügyi regényei” szinte kivétel nélkül egyiptomi eredetűek. Akadnak közöttük ismert, elterjedt anekdoták, mint Az ügyefogyott és a vagány története.

#### Tengerésztörténetek
Az Ezeregyéjszaka legismertebb története ebből a típusból került ki: Tengerjáró Szindbád utazásai. A 10. században Buzurg ibn Sahijár perzsa kapitány gyűjtötte össze azokat a történeteket, amelyekből összeállította az India csodái című könyvet. Ebből a könyvből, más utazók elbeszéléseiből, talán az arab Nagy Sándor-regényből és az Odüsszeia feldolgozásából állította össze egy szépíró a 11. vagy 12. században alkotását, amely később bekerült a mesegyűjteménybe.

### Mondák, legendák
A szentek és a jámbor emberek élettörténetéből merített legendák igen vegyes származásúak. Van köztük indiai eredetű (A jámbor herceg története), zsidó/keresztény (A jámbor izraelita nő és a két gonosz vénség története a bibliai Zsuzsanna és a vének története), és iszlám eredetű (A próféta és az égi igazságszolgáltatás története). Monda már kevesebb található a gyűjteményben, viszont hosszabb lélegzetűek. Ilyen A Rézváros története (Délnyugat-Arábiában fekszik Madínat an-Nahász, azaz Rézváros), vagy Lebta város története, amely az arab hódítások korából származik, és egy római kézen lévő város (feltehetően Ceuta) elfoglalását beszéli el.

### Tanmesék
A fabulák, parabolák igen elterjedtek voltak, minden népnek megvoltak a saját történetei, a régi araboknak, egyiptomiaknak is. Ennek ellenére az Ezeregyéjszaka fabulái és két nagy tanmesefüzére, Dzsalí’ád király indiai király és fia, Vird Khán története, valamint Az asszonyok álnoksága és csalafintasága, avagy a király, a fia, a kegyencnő és a hét vezír története indiai eredetűek, perzsa közvetítéssel. Eredetileg mindkettő önálló mű volt.

### Humoreszkek, csalimesék
Bár az arabok között az egyiptomiak számítanak a legjobb humoristáknak, és az egyiptomi eredetű mesékben sok humoreszkhez hasonló fordulat szerepel, de mindkét történet, amelynek műfaji besorolása humoreszk, bagdadi eredetű; Khalífa, a bagdadi halász története a sokszor feldolgozott szerepcserés történet: Khalífa, a halász és a kalifa helyet cserélnek. A barmakida Dzsa’far története az öreg beduinnal pedig nyers komikumával hódít. A gyűjtemény csalimeséje A perzsa Alí története.

### Anekdoták
A szabó, a púpos, a zsidó, az intéző és a keresztény története a legismertebb anekdota- és elbeszélés-füzére a gyűjteménynek. A forrása bagdadi, egyiptomi kiegészítésekkel. Az anekdoták három nagy csoportba sorolhatók: az uralkodókról vagy más magas rangúakról szóló történetekre (Iszkandar dzú ’l-Qarnain és az elégedett király története, egy Nagy Sándorról szóló történet, akit az arabok Kétszarvúnak neveztek), az adakozókról szóló történetekre (A Barmakida Jahjá ibn Khálid története a szegény emberrel) és a mindennapi életről szólókra (A zarándok és az öregasszony története, Az írástudatlan története, aki felcsapott iskolamesternek).

## Stíluseszközök

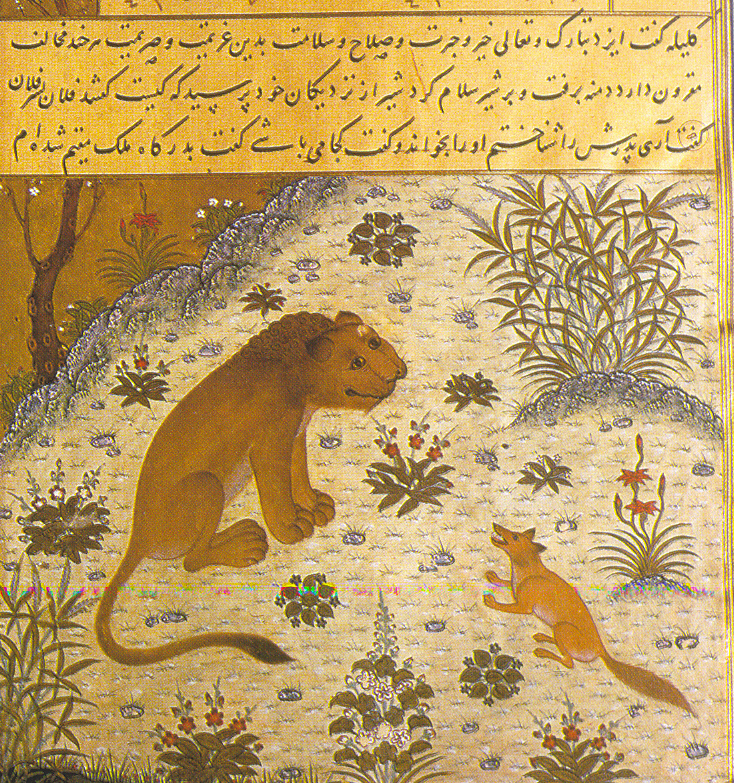
Illusztráció Pancsatantra 15. századi perzsa kéziratából. A sakál manipulálja az oroszlánt

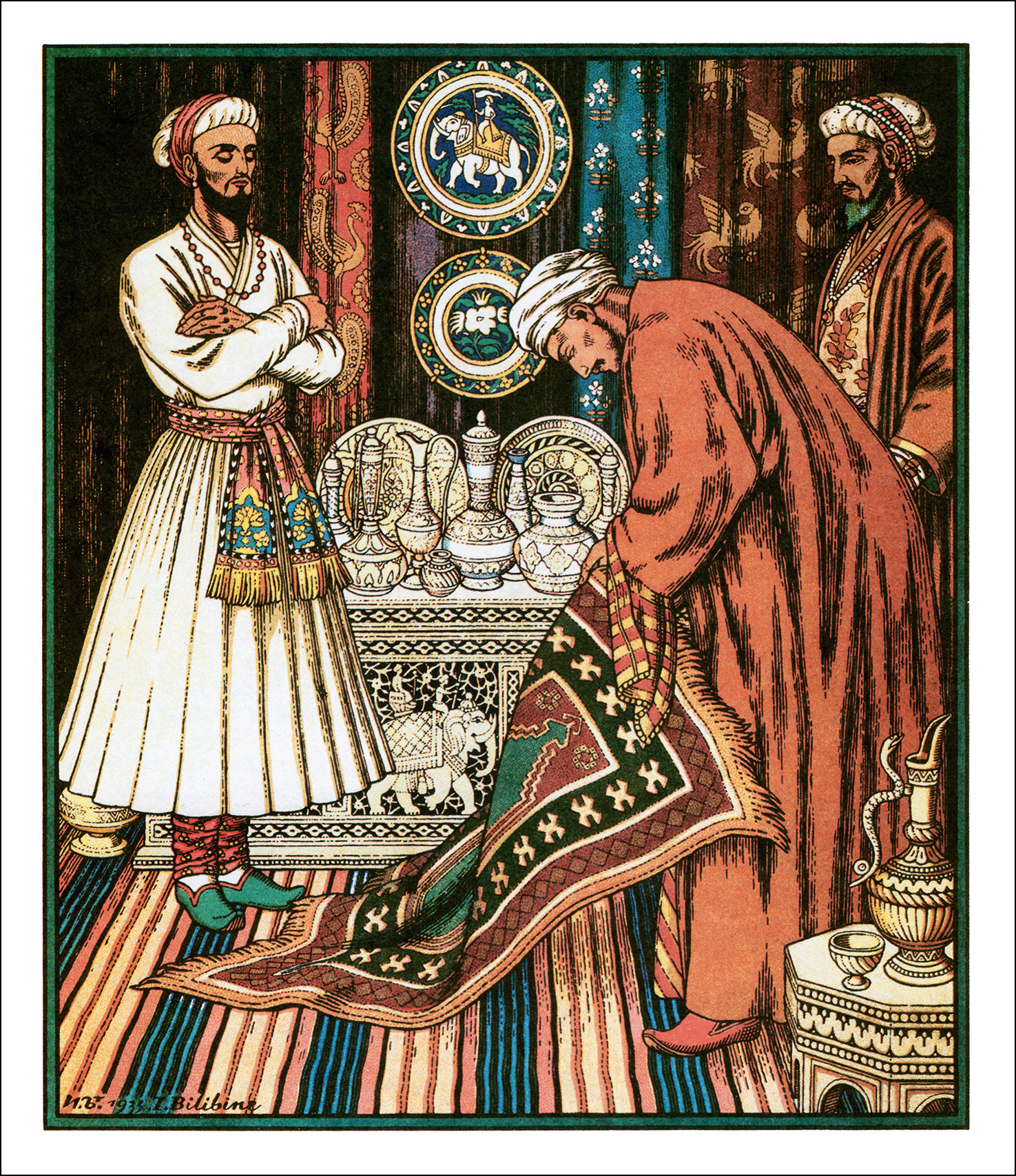
A repülő szőnyeg. Ivan Yakovlevich Bilibin (1876–1942) illusztrációja.

A kerettörténet koncepciója az ősi szanszkrit irodalomra vezethető vissza, és az indiai Pancsatantra mesegyűjteményen keresztül került a perzsa, majd az arab irodalomba. Az Ezeregyéjszaka azonban a Pancsatantrához képest eltér a történetek bevezetését illetően. Amíg az indiai mese didaktikusan, analógiák sorozatával veszi kezdetét, addig az Ezeregyéjszaka általában finomabb eszközöket alkalmaz, például egy előző mesében felvetett kérdésre adott válaszon keresztül indítja a történetet. Szintén a Pancsatantra a forrása az úgynevezett beágyazott elbeszélés technikájának, amelynek lényege, hogy egy történeten belül új történet jelenik meg. A bonyolult rétegződésű, sokszor öt szintet is átfogó meseszerkezet a keleti irodalom sajátos látásmódjáról mutat képet. A legtöbb konkrét történet narrátora általában ismeretlen, a kerettörténetet mindig Sahrazád meséli el. Vannak olyan mesék is, ahol a kerettörténeten belüli második elbeszélés is Sahrazád előadásában hangzik el (ilyen például a „Szindbád, a tengerész”), ezen belül azonban vannak olyan mesék is, amiket már maga a főhős, Szinbád mond el, például Szinbád hét utazásának történetét.
Jellemző az úgynevezett „dramatikus megjelenítés” használata is, ennek során valamilyen tárgyat vagy karaktert gazdag, részletes leírással ábrázolva, a gesztusokat, párbeszédeket utánozva tesznek szemléletesebbé, élőbbé a hallgatóság számára.
A sors és a végzet rengeteg történet témája, és mint ahogy Pier Paolo Pasolini megjegyzi, valójában a sorsszerűség az Ezeregyéjszaka főszereplője. A mese valamilyen végzetes eseménnyel kezdődik, amely kihívja maga ellen a sorsot, majd logikai láncolatokon keresztül a történet elkerülhetetlen befejezéssel tetőzik. Minél logikusabb, szorosabb ez a láncolat, annál szebb maga a mese. A láncban elődforduló anomáliák újabbakat generálnak, míg végül eltűnik a sors, az anomáliák visszavezetnek a mindennapok normális kerékvágásába. Gyakran kiemelt szerepe van a véletlennek, az ok-okozati összefüggéseknek illetve az önbeteljesítő jóslatoknak.
Az Ezeregyéjszaka gyakran az előrevetítés technikájával is él. Az előrevetítés az az irodalmi eszköz, amellyel a szerző bizonyos fejlemények bekövetkeztét mintegy megjósolja, azokat a cselekmény logikai sorában elkerülhetetlenné teszi. Néhány tárgy, karakter látszólag feleslegesen jelenik meg a történet alakulása során, mígnem a megfelelő helyen ezek kifejtik dramaturgiai hatásukat. Ez az elbeszéléstechnika arra szolgál, hogy a hallgatót mentálisan felkészítse a történet végső kibontakozására. Ugyancsak jellemző előrevetítési technika az önmagát beteljesítő jóslat vagy álom, amelynek dramaturgiai szerepét már az ősi szanszkrit irodalom is felhasznált a sors megváltoztathatatlan akaratának szemléltetésére.
Az úgynevezett „leitwortstil” („vezető-szó”) kifejezést eredetileg Martin Buber és Franz Rosenzweig alkotta a bibliai szövegek tanulmányozására létrejött studium keretében. Ez az eszköz egyfajta „sulykolás”, azaz szavak vagy kifejezések céltudatos, ismétlődő szerepeltetése a szövegekben, céljuk, hogy kihangsúlyozzák egy adott motívum vagy téma fontosságát, egyúttal a megfelelő tematikus rendszerbe illeszti a mesét. Sokszor a történetben található erkölcsi mondanivalót és egységesítő elvet erősítik ezzel az eszközzel. Még abból az időszakból származik ez a technika, amikor még mesemondók adták tovább a történetet.
Gyakran használt mesélői fogás az úgynevezett „megbízhatatlan narrátor” szerepeltetése, amikor olyan mesélő szájából halljuk a történetet, akiről már bebizonyosodott, hogy megbízhatatlan, így a hallgató nem lehet biztos a történet igazságtartalmában. Ilyen fordul elő a „Hét vezír” történetében, ahol egy kurtizán megvádolja az uralkodó fiát, hogy az megerőszakolta őt, a hét vezír azonban, hogy mentse a királyfi életét, elmesél hét történetet a nők megbízhatatlanságáról. Erre a kurtizán is elmesél egy történetet a vezérek megbízhatatlanságáról.
Az Ezeregyéjszaka történetei között találhatunk kriminalisztikus elemeket, detektívtörténeteket, amelyekben valamely bűncselekmény elkövetőjét kell megtalálnia a főhősnek. Ezek többnyire már a modern thriller alapelemeit tartalmazzák: helyzetleírás rejtélyes gyilkossággal, nyomozás, kihallgatások, majd a tettes elfogása. Ugyancsak sűrűn találkozni kísértetjárással, paranormális elemek szerepeltetésével, horrorisztikus és fantasztikus betétekkel a szövegben. Kisértetjárta házak már egészen korán megjelentek az irodalomban, az Ezeregyéjszakában dzsinnek kísértenek, de találunk vámpírokat is, például „Gherib és Agib történeté”ben (6. éjszaka), amiben Gherib, a kitaszított herceg egy döntő küzdelem során legyőzi a vámpírokat, rabszolgájává teszi, sőt végül áttéríti őket az iszlám hitre.
A fantasztikus témák szerepeltetése az Ezeregyéjszaka történeteinek egy nagy csoportjára jellemző. A „Bulukija kalandjai” című mesében például Bulukija a halhatatlanság növénye utáni kutatásai során eljut a Paradicsomba, majd a pokolra, később kozmoszt átszelő utazáson vesz részt, ahol felfedezi, mennyivel nagyobb az, mint a föld ahol él. Egy másik történetben („Abdullah a halász, Abdullah a triton”), egy halász különleges képességekre tesz szert, lélegezni tud a víz alatt. Lemerülve az óceánba, egy másik világot talál, amely szinte tükörképe a sajátjának, viszont az ott élők egyfajta utópisztikus társadalmat hoztak létre, ahol nem létezik pénz, nem viselnek ruhát. Több történet is tartalmaz fantasztikus elemeket, találunk például amazonok irányítása alatt álló társadalmat, ahol a nők a dominánsak a férfiakkal szemben vagy letűnt civilizációkat, amelyeket természeti katasztrófák romboltak le. Feltűnnek mechanikus, robotszerű lovak („Az ébenfa ló meséje”), amikkel az űrbe lehet repülni.
A gyűjteményben sűrűn előfordulnak szexualitásra vonatkozó utalások is, amelyek rejtve vagy nyíltan jelennek meg elsősorban a szatirikus szövegekben.
Az Ezeregyéjszaka szövegei között gyakran találunk verseket, költői műveket. A költészet szerepe az elbeszélésgyűjteményben nem öncélú. Általában magasztos eszmények kifejezésének eszköze, például verseléssel dicsérik Istent, az uralkodókat és hatalmukat, de találkozunk költeményekkel, ha a narrátor tanácsokat ad vagy felhívja a figyelmet valamely a történetben fontos mozzanatra. Megoldásokat közölnek, de az arab költészet eszközeivel könyörögnek kegyelemért és megbocsátásért vagy keseregnek rossz döntések vagy rossz szerencse miatt is. Találós kérdések, rejtvények, feladatok és kihívások során is előfordul verselés, illetve az élet dolgai feletti töprengés, rácsodálkozás, mások vagy a narrátor érzéseinek mint a boldogság, szomorúság, szorongás, meglepetés, harag kifejezése is versben történhet.

## Kulturális hatása
Az Ezeregyéjszaka különböző változatai óriási hatással voltak a művészet szinte minden ágára. A teljesség igénye nélkül olyan írókra hatott, mint például John Barth, Jorge Luis Borges, Salman Rushdie, Goethe, Walter Scott, Thackeray, Wilkie Collins, Elizabeth Gaskell, Charles Nodier, Gustave Flaubert, Marcel Schwob, Stendhal, Alexandre Dumas, Gérard de Nerval, Arthur de Gobineau, Puskin, Lev Tolsztoj, Hugo von Hofmannsthal, Conan Doyle, W. B. Yeats, H. G. Wells, Konsztandínosz Kaváfisz, Italo Calvino, Georges Perec, H. P. Lovecraft és Marcel Proust.
A gyűjtemény egyes szereplői (például Aladdin, Szindbád, Ali Baba) önmagukban is tovább éltek a nyugati kultúrában, a fantasy műfajban pedig mindennaposak a keleti mitológia elemei (például a dzsinnek, repülő szőnyeg, csodalámpa).

### Zenei művek (válogatás)

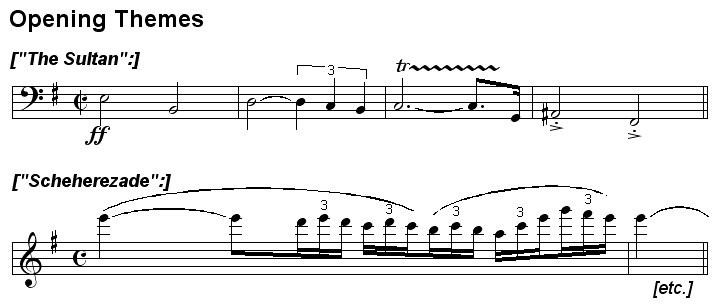
Rimszkij-Korszakov: Seherezáde (kottarészlet)

- Peter Cornelius: A bagdadi borbély (opera). A 28. éjszaka meséjén alapuló kétfelvonásos opera szövegkönyvét maga a zeneszerző írta. Bemutatója – Liszt Ferenc hathatós segítségével és vezényletével – 1858. december 15-én volt Weimarban. A mű akkor megbukott, de a 20. század elejétől rendszeresen játsszák a világ operaházaiban.[92]
- Carl Maria von Weber: Abu Hasszán (opera). Weber az egyfelvonásos daljátékot Franz Carl Hiemer librettója alapján írta, amit 1811.június 4-én mutattak be a müncheni Hoftheaterben.[93]
- Nyikolaj Andrejevics Rimszkij-Korszakov: Seherezáde (szimfonikus szvit, Op. 35). Rimszkij-Korszakov 1888-ban ban írta e művét, amelyben egyesül a zeneszerző két jellemzője: a kápráztatóan színes hangszerelés és a Kelet iránti érdeklődés. A zenemű premierje Szentpétervárott volt 1888. október 28-án, a szerző vezényletével. A szvit részei: A tenger és Szindbád hajója, Kalander herceg története, Mese a kis hercegről és a kis hercegnőről, Bagdadi ünnepség - Zátonyra-futás.[94]
- Maurice Ravel: Seherezáde (dalciklus). Ravel barátja, Tristan Klingsor 1903-ban írta Seherezáde című verseskötetét, ami megihlette a zeneszerzőt, és három költeményt zenésített meg belőle. A zenemű Claude Debussy hatását mutatja, és Ravel a mesés Kelet iránt táplált vonzalmáról árulkodik. A dalokat 1904 májusában Jeanne Hatto mutatta be Párizsban, a Société Nationale hangversenyén, Alfred Cortot vezényletével. A dalok: Ázsia (Asie), A varázsfuvola (La Flûte enchantée), A közönyös (L’Indifférent).[95]
- Frederic Norton, Oscar Asche: Chu Chin Chow (musical). Az Alí Baba és a negyven rabló meséje alapján íródott kétfelvonásos zenés komédia bemutatója Londonban volt 1916. augusztus 1-jén. Öt évig volt műsoron, és ezalatt 2238 előadást ért meg. Ez több mint kétszerese bármelyik előző musical előadásszámának, olyan rekord, amit majdnem negyven éven keresztül nem sikerült túlszárnyalni. A musicalből 1934-ben filmet készítettek.[96]
- Renaissance: Scheherezade & Other Stories. A progresszív rockot játszó brit együttes kétlemezes albuma, a Scheherezade & Other Stories 1975-ben jelent meg, ami sokak szerint a legjobb Renaissance-album. A lemezen közreműködött a Londoni Szimfonikus Zenekar.[97]

### Irodalmi művek (válogatás)
- Jan Potocki: Kaland a Sierra Morénában (Rękopis znaleziony w Saragossie) (1805). Jan Potocki leghíresebb regényét, amely felépítését tekintve a Dekameron és az Ezeregyéjszaka rokona, eredetileg franciául írta (Manuscrit Trouvé á Saragosse), lengyel fordítása csak 1847-ben készült el. A hatvanhat nap alatt elmesélt hatvanhat történet témák, stílusok keveréke, tartalmaz rémtörténetet, pikareszk kalandokat és komikus, erotikus meséket, erkölcsi példázatokat. A történetek visszatükrözik Potocki titkos társaságok, a természetfölötti jelenségek és keleti kultúra iránti erős érdeklődését, és részletesen ábrázolják a 18. századi spanyol társadalom felső osztályának szokásait. A regényt Potocki életében soha nem adták ki a teljes hosszúságában. Szentpétervárott 1805-ben kiadtak egy próbakiadást az első tíz nap meséivel, a második verziót 1813-ban Párizsban, valószínűleg az író engedélyével. A harmadik kiadásban 1814-ben egyesült mindkét korábbi változat, de ekkor, nem sokkal halála előtt, Potocki még nem döntött a könyv végső formájáról. A könyv első teljes modern verziója (franciául) 1989-ben jelent meg Franciaországban.[98]
- Alfred Tennyson: Recollections of the Arabian Nights (1830)
- Alexandre Dumas: Monte Cristo grófja (1845–1846). A főszereplő Edmond Dantès sorsát mélyen befolyásolta keleti utazása, és egyik álneve a Szinbád, a tengerész volt. A regényben közvetlen utalás is történik az Ezeregy éjszakára: „Ez az alattomos kiskapu vetélytársa volt a másik kettőnek, és kijátszotta a kapus éberségét és hatalmát, hiszen úgy nyílt, mint az Ezeregyéjszaka barlangjának nevezetes bejárata, mint Ali Baba elvarázsolt szezámja, néhány bűvös szó segítségével...”[99]
- Edgar Allan Poe: Seherezádé ezerkettedik éjszakája (The Thousand and Second Tale of Scheherazade) (1845). Az 1845 februárjában megjelent szatirikus novellát a kritikusok nem találták jelentősnek, de Poe mindig egyik kedvencének tartotta. Seherezádé az ezerkettedik éjszakán elkezdi mesélni Szindbád történetét, és a mesét teletűzdeli 19. századi találmányok leírásával. A király egyre értetlenebbül hallgatja a történetet, és a turnűrnél elveszíti a türelmét. Megparancsolja, hogy Seherezádét a következő hajnalon végezzék ki, s a nőnek legalább az nyújthat elégedettségre okot, hogy felséges férje soha nem fogja megtudni a történet végét.

- Krúdy Gyula:

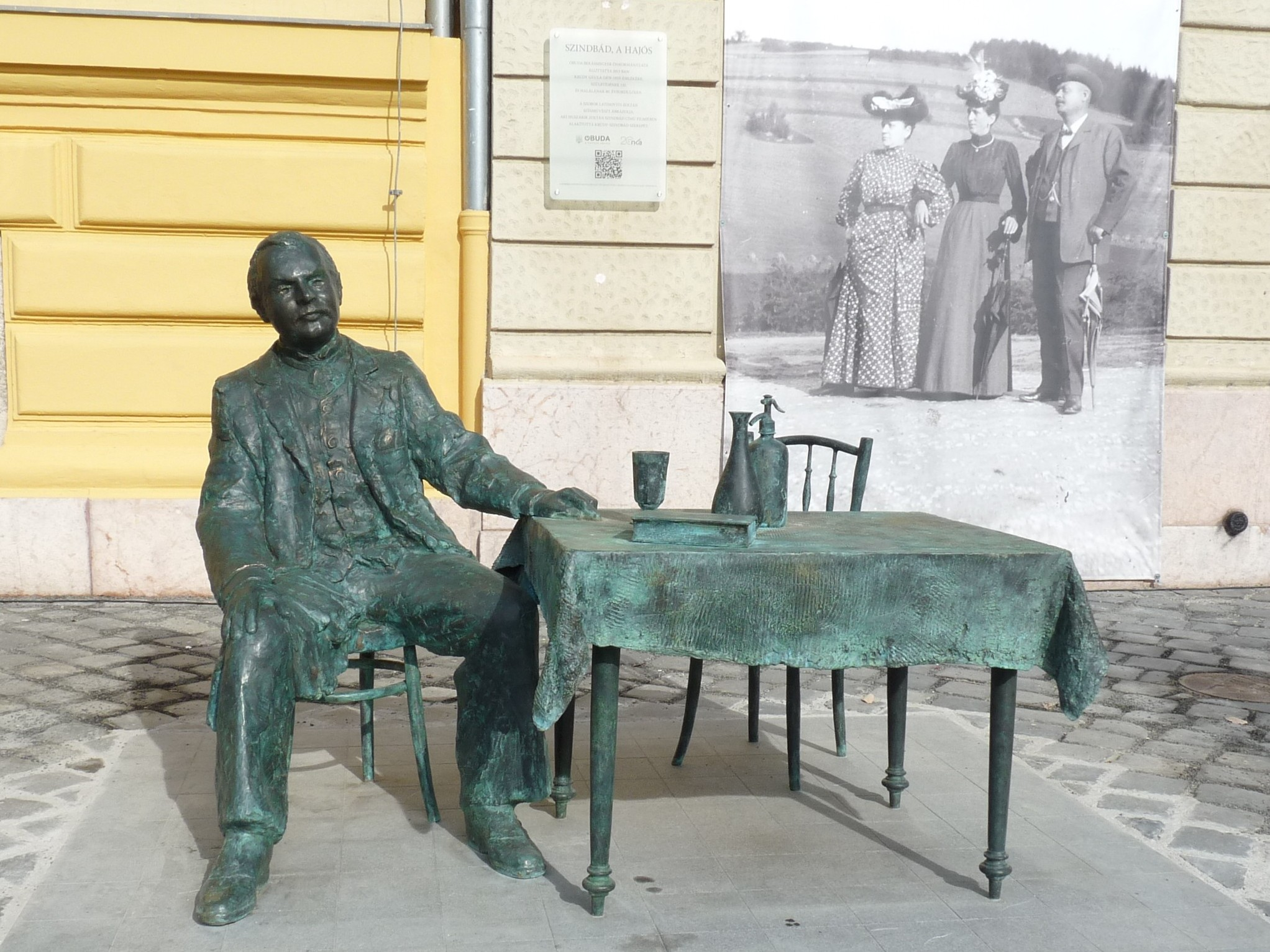
Krúdy Gyula hősének, Szindbádnak a szobra Óbudán, Szanyi Péter alkotása

  - Szindbád ifjúsága és utazásai (1911) című műben nemcsak a főhős neve, hanem az utazások számozása is az Ezeregyéjszakára utal.[100]
  - Francia kastély (1912)
  - A vörös postakocsi (1913)című mű az Ezeregyéjszakához hasonlóan metaregényként is értelmezhető: feltételezhetjük, hogy a könyvet Rezeda úr (azaz Krúdy alteregója) írta.[101] Míg azonban a mesebeli Szindbád utazásai a térben, Krúdy Szinbádjáé az időben visszafelé, az „emlékezés hajóján” történnek.[102]
  - Szindbád: A feltámadás (1915)
  - Szindbád megtérése (1925)
  - Purgatórium (1933)
- Heltai Jenő: Az ezerkettedik éjszaka (1939). Heltai verses mesejátékát 1939-ben állították először színpadra. A történet két rabló, a Fekete és Fehér Hasszán, közös feleségük és egy bolhává változtatott herceg körül bonyolódik.
- Álvaro Cunqueiro (1911–1981): Si Sinbad volvese ás illas… (Azaz: Ha az öreg Szindbád visszatérne a szigetekre…). A galego író regényét, amely 1961-ben jelent meg, nem csak galiciai, hanem spanyol nyelven is megírta (Cuando el viejo Sinbad vuelva a las islas).
- Nagíb Mahfúz: Ezeregy éjszaka (1981). A Nobel-díjas egyiptomi író, miközben átveszi az Ezeregyéjszaka történeteit, átformálja, és a kortárs politikáról és társadalomról ír. Miközben felhasználja a hagyományos motívumokat, típusokat – uralkodó, alattvaló, a misztikus vezető, a titkos kapcsolat – a meséi nyitva maradnak a különböző értelmezések számára. A történeteknek, a klasszikus mesékhez hasonlóan, erkölcsi mondanivalójuk van.
- Bill Willingham: 1001 Nights of Snowfall (2006). A 2006 októberében megjelent képregényalbum a Vertigo által kiadott Fables című sorozat előzményeit tartalmazza. A történet szerint, miután az Ellenség lerohanta az európai mesék világát, a mesés lények az emberi világban, New Yorkban kerestek menedéket. Hófehérkét, mint nagykövetet az arab mesék világába küldték, hogy figyelmeztesse Sahrijár királyt a készülő támadásra és hogy segítséget kérjen tőle. A király azonban, akárcsak többi feleségét, Hófehérkét is ki akarta végeztetni, ezért a nő hogy időt nyerjen, történeteket kezdett mesélni saját világáról. A 1001 Nights of Snowfall valójában Sahrazád érkezése előtt játszódik, akivel Hófehérke találkozik is a történet végén. A képregényalbum és alkotói 2007-ben öt kategóriában is elnyerték az Eisner-díjat.

### Filmek (válogatás)

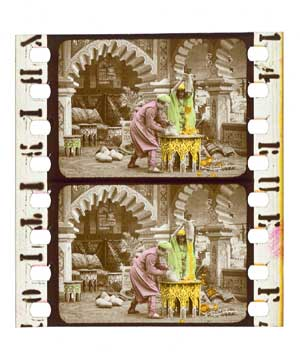
Filmkockák Az Ali baba és a negyven rabló 1907-es feldolgozásából

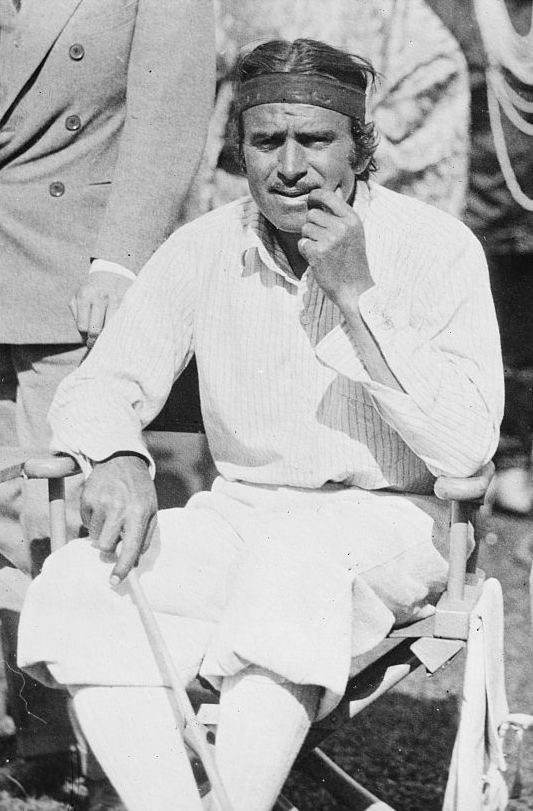
Douglas Fairbanks a Bagdadi tolvaj c. film forgatási szünetében (1924)

- A fáradt Halál vagy Az éjféli vándor (Der müde Tod, 1921), rendező: Fritz Lang. Ez az expresszionista vonásokat felmutató alkotás hozta meg Fritz Lang számára a nemzetközi elismerést. A film a Halál és egy fiatal lány párbeszéde, aki meghalt kedvesét szeretné visszakapni, s akiben a Halál leendő legyőzőjét reméli. A film egyik helyszíne a reneszánsz Itália és a régi Kína mellett egy közelebbről meg nem határozott keleti város.[103]
- A bagdadi tolvaj (The Thief of Bagdad, 1924), rendező: Raoul Walsh, főszereplő: Douglas Fairbanks. Az 1924-ben készült amerikai némafilm a főszereplőn kívül trükkjeivel is meghódította a közönséget (a trükkmesterek Fritz Lang filmjéből is merítettek).[104] Cselekménye röviden: a bagdadi tolvaj hercegnek öltözik, hogy meghódítsa a hercegnőt. Mivel lelepleződik, életét csak egy értékes varázsláda ellopásával mentheti meg. Az Amerikai Egyesült Államok Kongresszusi Könyvtára kulturális jelentősége miatt a filmet 1996-ban beválasztotta a különösen óvandó filmalkotások közé.[105]
- A bagdadi tolvaj (The Thief of Bagdad, 1940), rendező: Michael Powell, Ludwig Berger, Tim Whelan, főszereplők: Sabu, Conrad Veidt. Az 1924-ben készült film angol remake-jét Korda Sándor filmvállalata, a London Films készítette. A forgatást Angliában kezdték, de a második világháború kitörése miatt Kaliforniában fejezték be. Bár az eredeti verzióval mutat hasonlóságot, jelentős különbségek is vannak, a legjelentősebb, hogy a tolvaj és a herceg két külön karakterré vált. A filmtrükkök és a Technicolor alkalmazása lenyűgözték a korabeli közönséget, s a film a legjobb operatőr, a legjobb látványtervezés és a legjobb speciális effektusok kategóriában elnyerte az Oscar-díjat, valamint jelölték a legjobb eredeti filmzene Oscar-díjára is.[106]
- Kaland a Sierra Morénában (Rękopis znaleziony w Saragossie, 1965), rendező: Wojciech Jerzy Has, főszereplő: Zbigniew Cybulski. A film Jan Potocki műve nyomán készült.[107]
- Szindbád (1970), magyar film, rendező: Huszárik Zoltán, főszereplő: Latinovits Zoltán. Krúdy Gyula Szindbád-novelláit Huszárik Zoltán mint forgatókönyvíró és rendező ültette át a film nyelvére. A mű, amely az ifjúság emlékeitől búcsúzó Szindbád (Latinovits Zoltán) köré csoportosuló epizódszerű eseményekből áll, számos nemzetközi elismerés mellett 1972-ben elnyerte a Magyar Filmkritikusok Díját, a nagydíjat, az operatőri díjat és Dajka Margit Majmunka megformálásáért megkapta a legjobb női alakítás díját.[108]
- Az Ezeregyéjszaka virágai (Il fiore delle mille e una notte, 1974), rendező: Pier Paolo Pasolini, főszereplők: Franco Merli, Ines Pellegrini A zsűri különdíját nyerte az 1974-es cannes-i filmfesztiválon.[109]
- Az ezeregy éjszaka meséi (1974) tv-film, a Körszínház előadásának közvetítése, rendező: Kazimir Károly, főszereplők: Kozák András, Drahota Andrea[110]
- Az ezerkettedik éjszaka (1986) tévéjáték Heltai Jenő művéből, rendező: Ruszt József
- Seherezádé (Sheherazade, 1990) tv-film, rendező: Philippe de Broca, főszereplők: Catherine Zeta-Jones, Vittorio Gassman, Thierry Lhermitte[111]
- Aladdin (Aladdin, 1992), rajzfilm, rendező: Ron Clements, John Musker. A rajzfilmet 1992. november 25-én mutatták be, és rövidesen az 1992-es év legsikeresebb filmjévé vált. A siker egyik oka az volt, hogy a dzsinnek az egyik legismertebb színész, Robin Williams kölcsönözte a hangját. A rajzfilm sok elemét felhasználja az 1940-ben készült A bagdadi tolvaj című filmnek. A film zenéjét Alan Menken szerezte, aki ezért a művéért megkapta a legjobb eredeti filmzene Oscar-díját, a dalszövegeket Howard Ashman és Tim Rice írták. A film főcímdala (A Whole New World) Peabo Bryson és Regina Belle előadásában elnyerte a Grammy-díjat és a legjobb eredeti filmdal kategóriában az Oscar-díjat.[112]
- Az Ezeregy éjszaka meséi (Arabian Nights, 2000), minisorozat, rendező: Steve Barron, főszereplők: Mili Avital, Dougray Scott. A kétrészes minisorozatot 2000. április 30-án és május 1-jén mutatták be az Amerikai Egyesült Államokban és az Egyesült Királyságban. A történet a kerettörténetből és öt meséből áll, így megtartja az Ezeregyéjszaka hagyományos felépítését. Olyan ismert színészek is játszottak a filmben, mint Alan Bates, John Leguizamo (kettős szerepben), Jason Scott Lee és Vanessa-Mae. A sorozat Emmy-díjat nyert a kiváló sminkmesteri munkáért.[113]
- Szinbád – A hét tenger legendája (Sinbad: Legend of the Seven Seas, 2003), rajzfilm, rendező: Patrick Gilmore, Tim Johnson. A rajzfilm karaktereinek olyan világsztárok kölcsönözték hangjukat, mint Brad Pitt, Catherine Zeta-Jones, Michelle Pfeiffer és Joseph Fiennes.[114] A viszonylagos kereskedelmi kudarc után (az USA-ban „csak” 26,5 millió dollár bevételt hozott, világszerte pedig több, mint 70 millió dollárt) a gyártó DreamWorks elhatározta, hogy felhagy a hagyományos rajzfilmek gyártásával, és áttér a számítógépes animációval létrehozott filmek készítésére. Így a Szinbád maradt a gyártásukban készült utolsó hagyományos animációs film.[115][116]
- Aladdin (Aladdin, 2019), mozifilm, rendező: Guy Ritchie, főszereplők: Mena Massoud, Will Smith, Naomi Scott, Marwan Kenzari. Az 1992-es Disney-rajzfilm élőszereplős feldolgozása.

## Modern magyar nyelvű fordítások
- Az Ezeregy Éjszaka meséi; vál., ford., utószó Honti Rezső, Bakucz József, ill. Rogán Miklós; Új Magyar Kiadó, Bp., 1956
- Az Ezeregyéjszaka meséi. Az eredeti arab szöveg első teljes magyar fordítása, I-VII.; ford. Prileszky Csilla, versford. Tótfalusi István, jegyz. Simon Róbert, kísérőtanulmányok Simon Róbert, Miklós Tamás; Atlantisz Könyvkiadó, Budapest., 1999-2000 ISBN 963 9165 12 3 ö
- Az ezeregy éjszaka meséi. Válogatta, fordította és az utószót írta Honti Rezső, a verseket H. R. és Bakucz József fordította. Budapest: Urbis. 2001.  ISBN 963-9291-08-0